# Kotra
Kotra è una suddivisione dell'India, classificata come nagar panchayat, di 8.078 abitanti, situata nel distretto di Jalaun, nello stato federato dell'Uttar Pradesh. 
| Controllo di autorità | J9U (EN, HE) 987007496495205171 |